# Pultenaea williamsoniana
Pultenaea williamsoniana là một loài thực vật có hoa trong họ Đậu. Loài này được J.H.Willis miêu tả khoa học đầu tiên.